# Adom
Pour les articles homonymes, voir Adom (homonymie).
Adom (ou Adam) était une ville d'Israël antique sur le Jourdain, près de la mer Morte d'après la Bible (Livre de Josué; 3, XVI). C'est là que le fleuve se serait ouvert pour laisser passer à pied sec les Hébreux, conduits par Josué,.
La ville est identifiée au site de tell a-Damia, au sud de la rivière Yabboq. Elle figure dans la liste de Sheshonq Ier sous le nom Adama.